# Comana (Brașov)
Comana é uma comuna romena localizada no distrito de Brașov, na região histórica da Transilvânia. A comuna possui uma área de 99.38 km² e sua população era de 2702 habitantes segundo o censo de 2007.